# Aleja Adama Mickiewicza w Bydgoszczy
Aleje Adama Mickiewicza – jedna z głównych ulic miejskich położonych na terenie Śródmieścia w Bydgoszczy.

## Przebieg
Ulica znajduje się w obrębie Śródmieścia Bydgoszczy i łączy ulicę Gdańską z placem Józefa Weyssenhoffa. Jej północną pierzeję stanowi zespół kamienic i willi wzniesionych w pierwszym dziesięcioleciu XX wieku. Od strony południowej z ulicą sąsiaduje Teatr Polski oraz park im. Jana Kochanowskiego.

## Historia
Ulicę wytyczono w 1903 r. w ramach zagospodarowania urbanistycznego terenu położonego na wschód od ul. Gdańskiej tzw. Hempelscher Felde. W latach 90. XIX wieku miasto Bydgoszcz zakupiło teren położony między dzisiejszymi ulicami: Gdańską, Krasińskiego, Chodkiewicza i Ogińskiego oraz opracowało dla niego plany urbanistyczne według koncepcji miasta-ogrodu.
Jedną z reprezentacyjnych osi całego założenia była ulica Bülowa – wówczas jedna z najpiękniejszych i najszerszych ulic miasta. Dwujezdniowa aleja zaczynała się u zbiegu z ulicą Gdańską i prowadziła na wschód, tworząc ciekawą kompozycyjnie oś widokową, zaakcentowaną pasem zieleni ze szpalerem drzew, między którymi zostały rozpięte girlandy z pnączy. Kontynuacją ulicy od Placu Weyssenhoffa w kierunku południowym była wytyczona równocześnie Aleja Ossolińskich.
Po północnej stronie ulicy, w latach 1903–1907 wzniesiono kompleks jednorodnych stylowo kamienic w stylu secesji berlińskiej, zaś do 1910 r. zabudowano dalszą pierzeję ulicy willami i kamienicami.  Perspektywę wschodnią ulicy zamknięto głównym gmachem pierwszego powołanego w tym okresie zakładu naukowego w mieście, tj. Instytutu Rolniczego im. cesarza Wilhelma (niem. Kaiser-Wilhelm-Institut für Landwirtschaft).
W 1949 r. ukończono budowę Teatru Polskiego, który stanął przy skrzyżowaniu z ul. 20 stycznia 1920 r. W 1960 r. w parku przy ulicy stanął również pomnik Łuczniczki.
W okresie powojennym upaństwowione kamienice zostały zaniedbane, w wyniku nieumiejętnie prowadzonych remontów usunięto część dekoracji i reliefów na elewacjach.
Podupadła ulica została poddana stopniowej rewitalizacji dopiero po 1990 r. W latach 2002–2009 wszystkie kamienice w pierzei ulicy zostały wyremontowane, częściowo z przywróceniem dawnych zdobień na fasadach budynków.

### Nazwy
- 1906–1920 – Bullowstraße
- 1920–1939 – Aleje Adama Mickiewicza
- 1939–1945 – Felix-Dahn-Straße
- od 1945 – Aleje Adama Mickiewicza

## Architektura
Przy al. Mickiewicza (nr 1-9) znajduje się kompleks kamienic w stylu wpisującym się w niemiecka odmianę secesji – Jugendstil. W kompozycji budynków przeważają spokojne formy, urozmaicone wykuszami oraz pionami balkonów i loggii o falujących liniach, falistymi szczytami oraz łukowymi zamknięciami okien i portali. Dekoracje łączące motywy organiczne z geometrycznymi zamknięte zostały w formach prostokąta i kwadratu, zgrupowane w  szlakach i fryzach. Nawiązywano również do baroku poprzez zastosowanie przekrytych kopułami ryzalitów i wieżyczek zwieńczonych hełmami.
Obiekty prezentujące ten trend zostały wzniesione według projektów architektów: Rudolfa Kerna, Ericha Lindenburgera, Paula Böhma, Otto Rosenthala.
Willę przy ulicy zaprojektował również architekt Józef Święcicki – znany z kilkudziesięciu realizacji z ul. Gdańskiej.
Kamienice przez prawie cały okres powojenny były własnością państwa, w 1990 r. przeszły na własność miasta i Administracji Domów Miejskich. Obiekty popadały ruinę wskutek niedoinwestowania. Przyczyną tego stanu rzeczy były: brak poczucia własności, zaniedbywanie remontów i powszechne lekceważenie wartości zabytków sztuki i architektury secesyjnej (do lat 70. XX w.) Obiekty zostały odrestaurowane po 2002 r.

### Obiekty godne uwagi
| Nr  | Obiekt                    | Adres                                     | Lata budowy | Budowniczy         | Styl architektoniczny | Wpisany do rejestru zabytków | Uwagi | Zdjęcie |
| --- | ------------------------- | ----------------------------------------- | ----------- | ------------------ | --------------------- | ---------------------------- | --- | ------- |
| 1.  | Kamienica Rudolfa Kerna   | Mickiewicza 1 – róg Gdańskiej             | 1903–1904   | Rudolf Kern        | secesja               | T                            | dom własny Rudolfa Kerna |         |
| 2.  | Teatr Polski              | Mickiewicza 2                             | 1947–1949   | Alfons Licznerski  | funkcjonalizm         | N                            | budynek jest następcą Teatru Miejskiego, zniszczonego w 1945 r. |         |
| 3.  | Kamienica                 | Mickiewicza 3                             | 1904–1905   | Erich Lindenburger | secesja               | N                            | bogato zdobiony portal i dekoracyjne szczyty, w fasadzie zaakcentowano pionowe podziały lizenami, kilkukondygnacyjnymi wykuszami nakrytymi obitymi blachą hełmami oraz pionami loggii. Siedziba konsulatu honorowego Czech. Na przełomie 2019/2020 na skutek remontu sąsiedniego budynku nr 1 kamienica zaczęła pękać i osiadać.                                          |         |
| 4.  | Kamienica narożna         | Mickiewicza 4 – Paderewskiego 8           | 1906–1908   |                    | secesja               | N                            | kamienica z loggiami i wykuszami, zdobiona ornamentami |         |
| 5.  | Kamienica                 | Mickiewicza 5                             | 1906        | Rudolf Kern        | secesja               | T                            | |         |
| 6.  | Kamienica                 | Mickiewicza 7                             | 1904–1905   | Rudolf Kern        | secesja               | T                            | |         |
| 7.  | Kamienica Mickiewicza 9   | Mickiewicza 9                             | 1904–1905   | Rudolf Kern        | secesja               | T                            | w latach 1905–1921 siedziba Bydgoskiego Konserwatorium Muzycznego |         |
| 8.  | Kamienica narożna         | 20 Stycznia 1920 17 róg al. Mickiewicza   | 1905–1906   |                    | secesja               | T                            | |         |
| 9.  | Kamienica narożna         | 20 Stycznia 1920 2 róg al. Mickiewicza    | 1903        |                    | secesja               | N                            | |         |
| 10. | Willa                     | Mickiewicza 11                            | 1903–1904   |                    | secesja               | N                            | |         |
| 11. | Wille                     | Mickiewicza 13-15                         | 1903–1904   | Rudolf Kern        | secesja               | T                            | |         |
| 12. | Willa Józefa Święcickiego | Mickiewicza 17                            | 1906        | Józef Święcicki    | historyzm malowniczy  | N                            | trzeci dom własny Józefa Święcickiego; w l. 1914-1920 zamieszkały przez Emily Ruetede – urodzoną jako Sayyida Salme, córka sułtana Zanizbaru i Omanu |         |
| 13. | Kamienica narożna         | Paderewskiego 10 róg al. Mickiewicza      | 1905–1907   |                    | secesja               | N                            | |         |
| 14. | Kamienica narożna         | Paderewskiego 1 róg al. Mickiewicza       | 1905–1908   | Paul Sellner       | secesja               | N                            | Architekt Paul Sellner był uczniem innego bydgoskiego architekta, Karla Bergnera. Budynek posiada charakterystyczne wykusze, nad którymi umieszczono hełmy. W latach 2021–2022 obiekt poddano renowacji, w czasie której odtworzono dawną sztukaterię. Zrealizowany remont otrzymał wyróżnienie w ogólnopolskim konkursie „Fasada roku” w kategorii obiektów zabytkowych. |         |
| 15. | Park Jana Kochanowskiego  | dzielnica muzyczna – przy al. Mickiewicza | 1906        |                    |                       | N                            | w parku znajduje się m.in. galeria pomników kompozytorów i wirtuozów w Bydgoszczy |         |

## Komunikacja
Przez aleje Mickiewicza przejeżdżają autobusy linii nr 71 i 77.

## Galeria

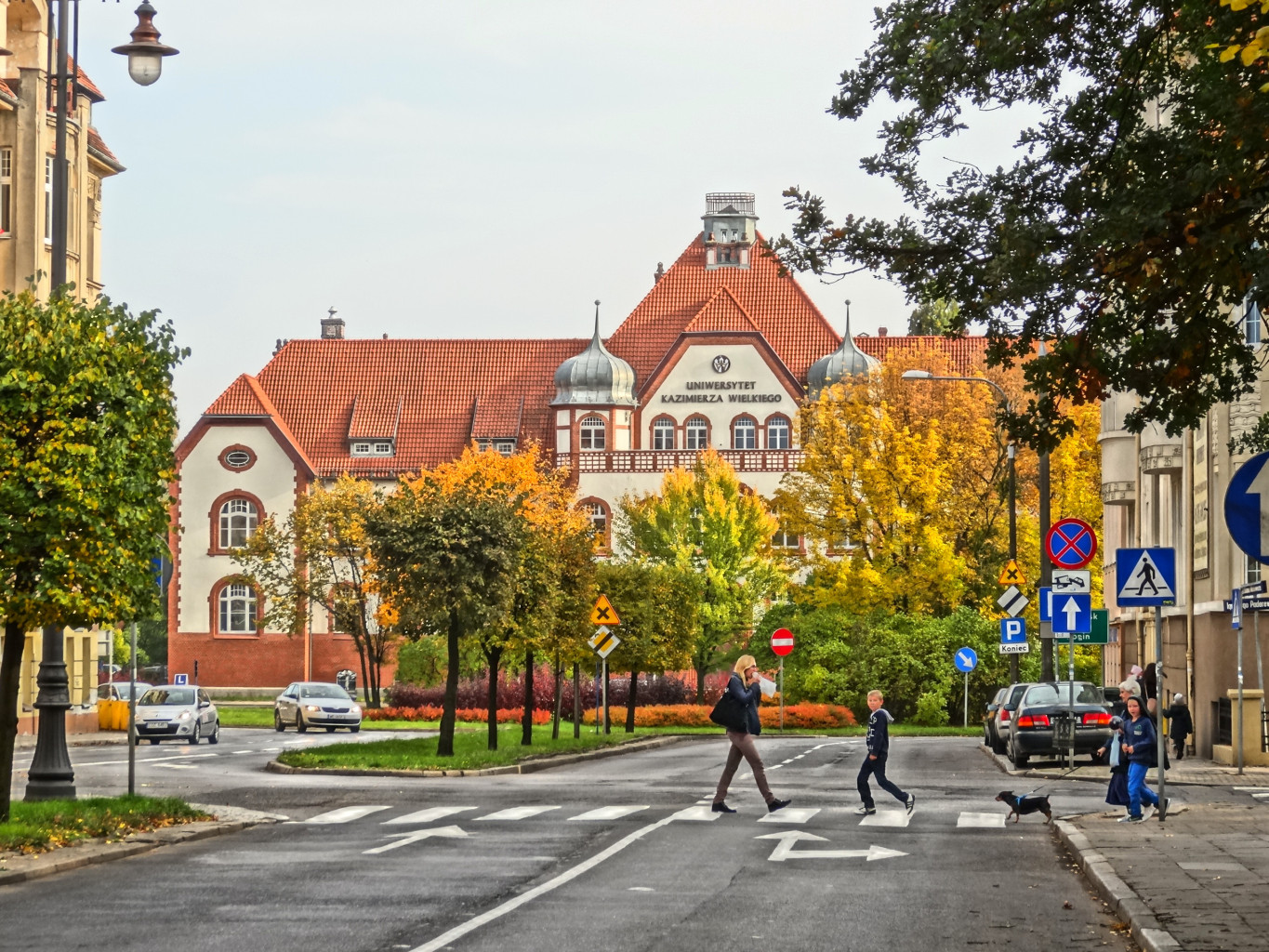
Widok w kierunku Placu Weyssenhoffa
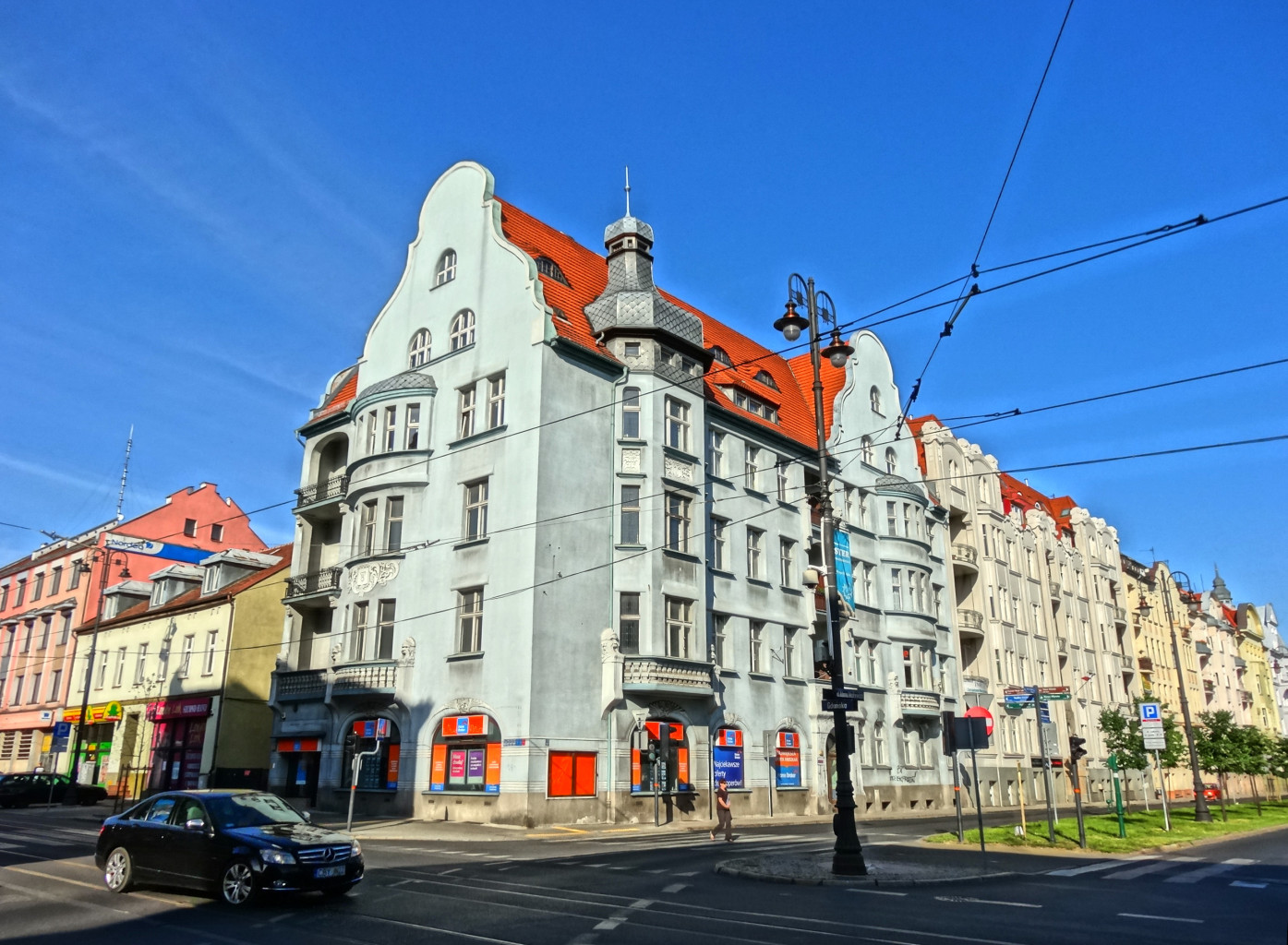
Pierzeja kamienic od ul. Gdańskiej
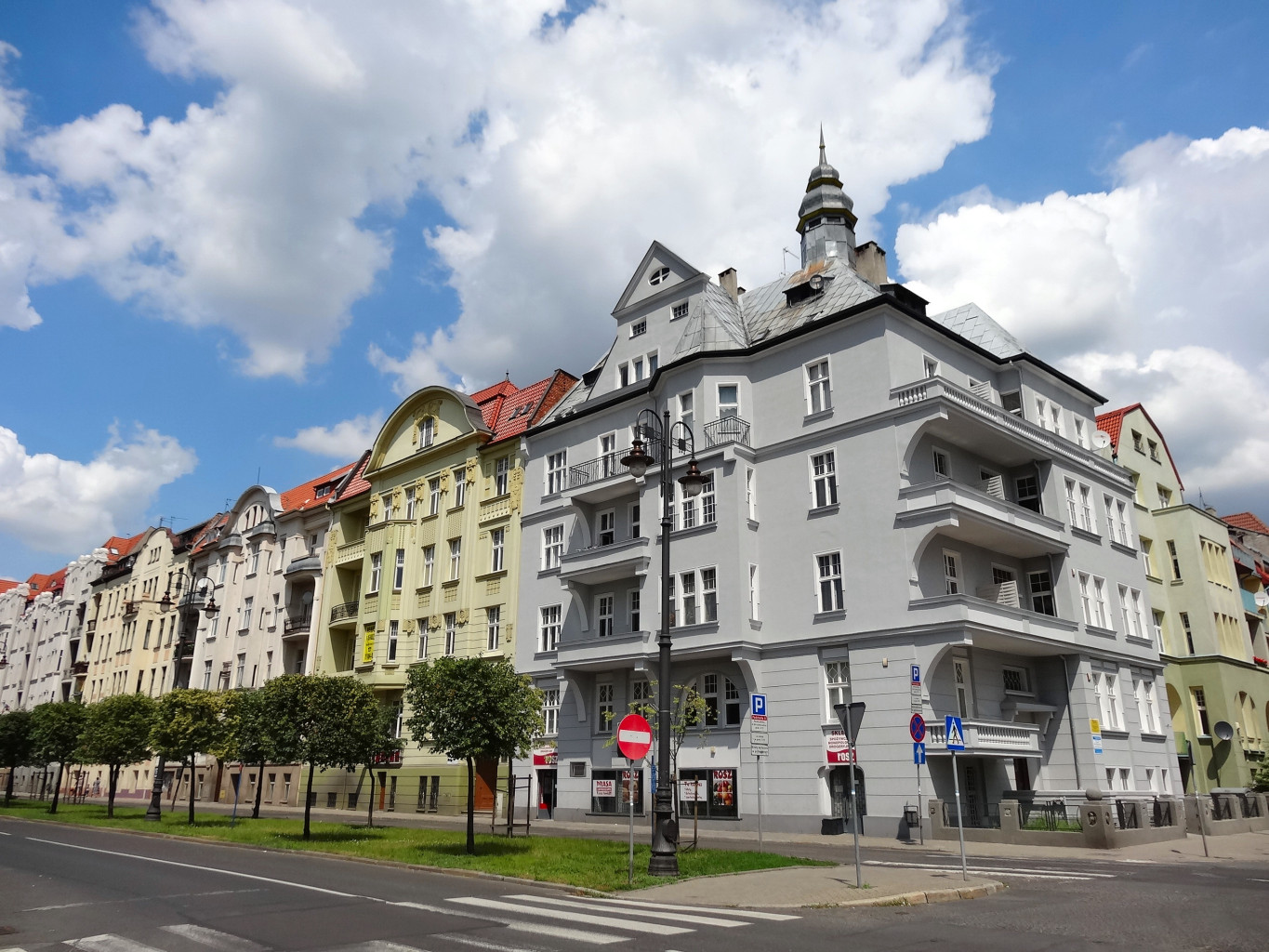
Pierzeja kamienic od ul. 20 stycznia 1920
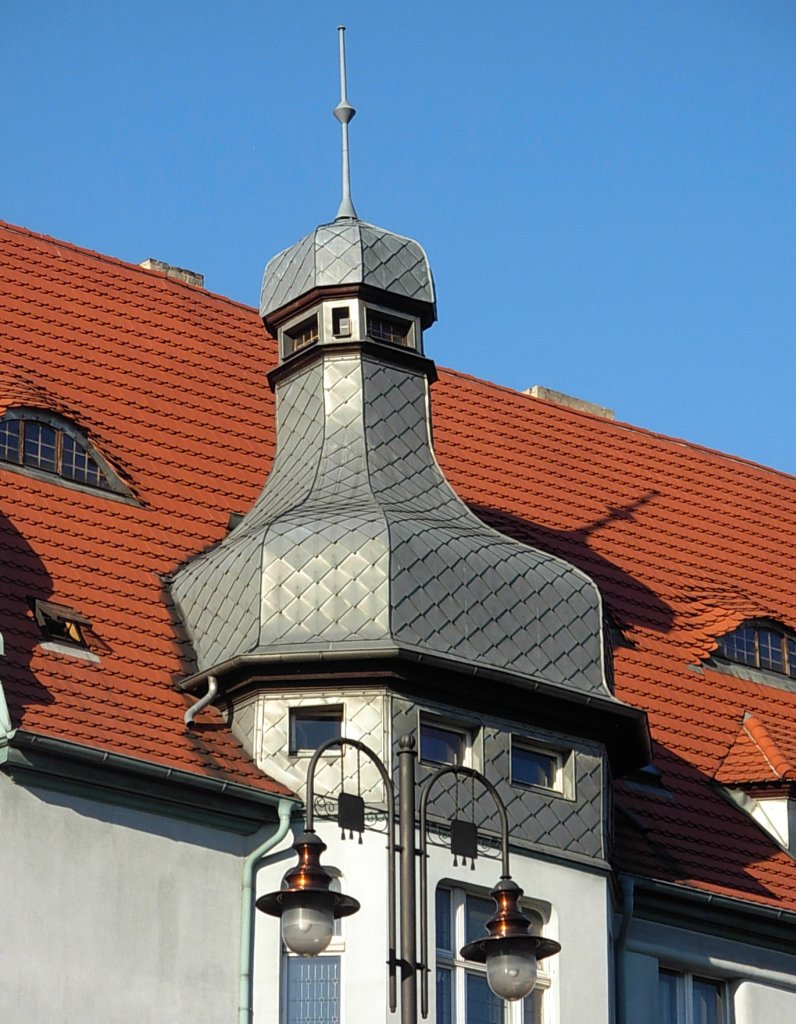
Hełm wieży w kamienicy nr 1
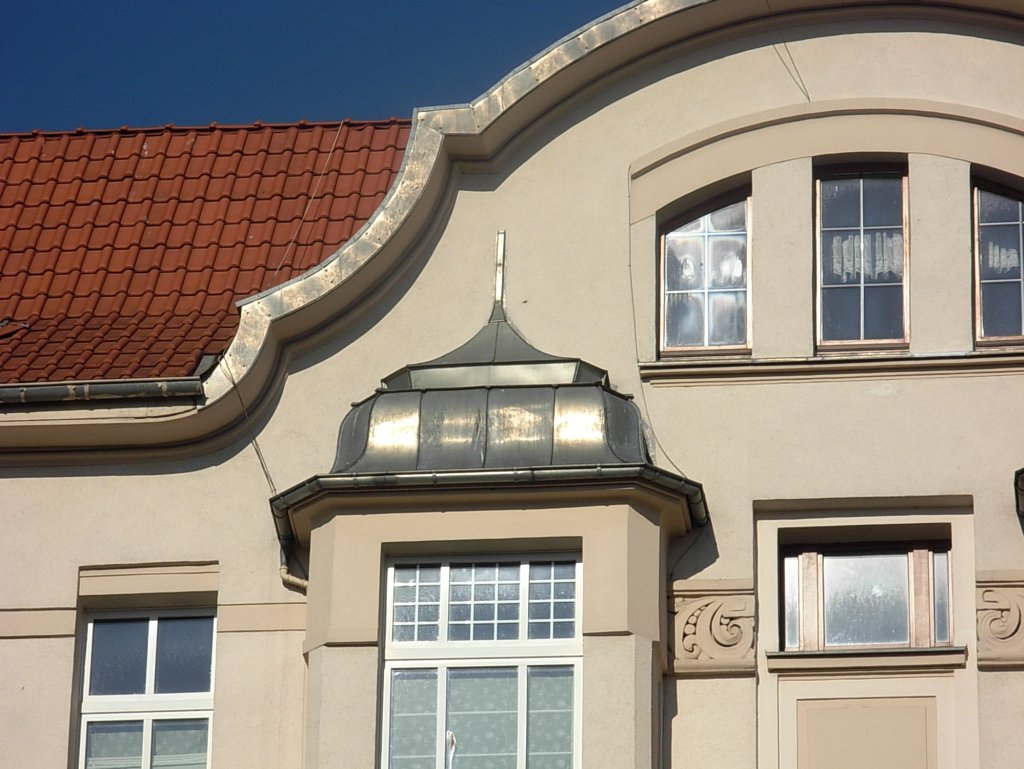
Wykusz nakryty hełmem w kamienicy nr 7
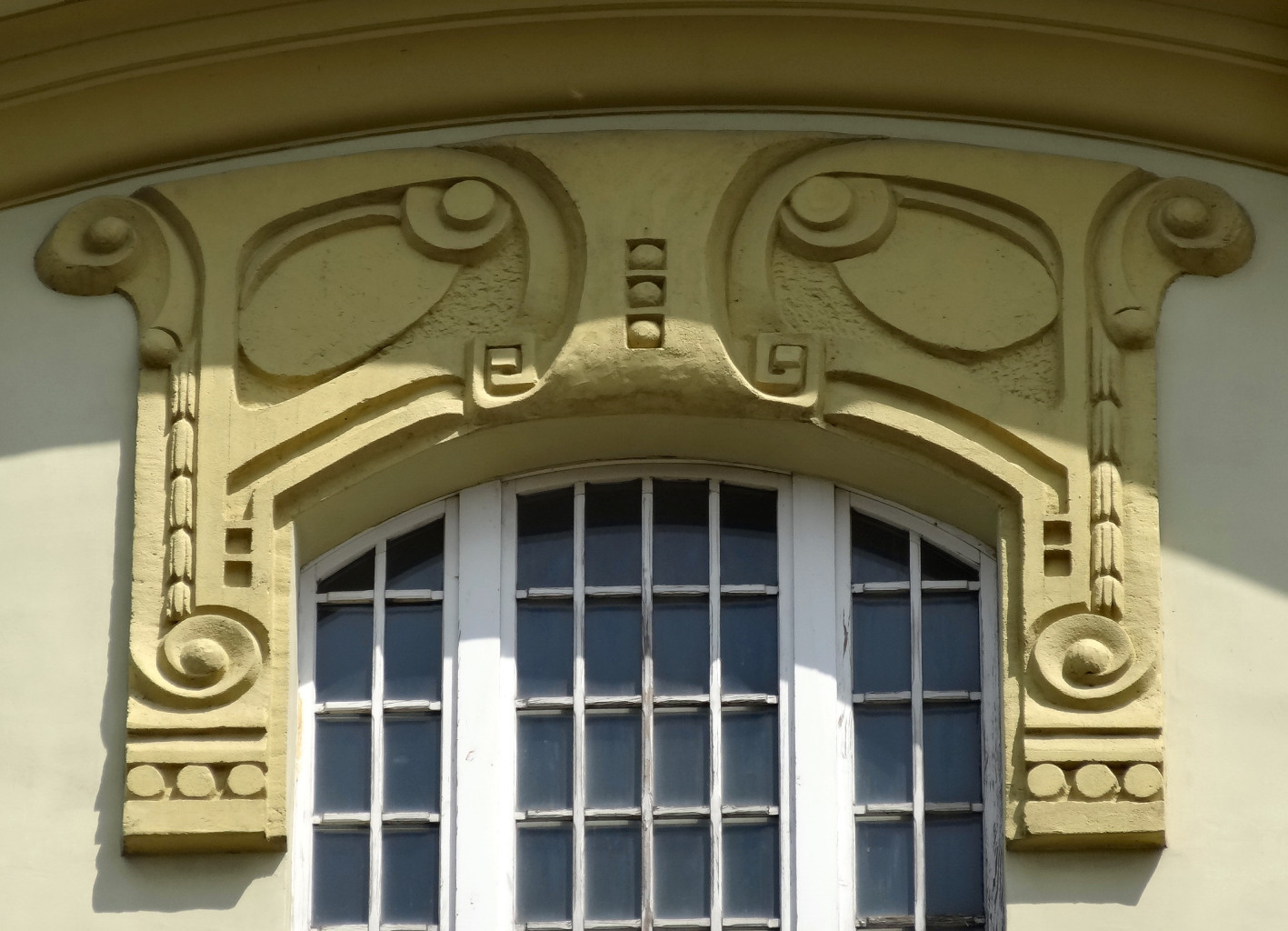
Dekoracja fasady kamienicy nr 9